# مايكل فيشر
مايكل فيشر (بالإنجليزية: Michael Fisher)‏ (و. 1931 – م) هو فيزيائي، وفيزيائي نظري، وعالم، وكاتب سيناريو، وأستاذ جامعي من المملكة المتحدة . ولد في ترينيداد .
وهو عضو في الجمعية الملكية، والأكاديمية الوطنية للعلوم، والأكاديمية الأمريكية للفنون والعلوم .

## التعليم
تعلم في كلية كينجز لندن

## مناصب وهيئات
أدار جامعة كورنيل، وكلية كينجز لندن.

## جوائز
حصل على جوائز منها:
- جائزة وولف في الفيزياء (1980)[16]
- Irving Langmuir Award (1971)
- NAS Award for Scientific Reviewing
- قلادة ملكية
- زميل في الجمعية الملكية.